# Chen Yonglin
Chen Yonglin (chinois simplifié : 陈用林 ; chinois traditionnel : 陳用林) est un ancien diplomate chinois qui a fait craindre un incident diplomatique par sa défection en Australie à l'été 2005. L'épisode a mis en lumière les tensions auxquelles sont confrontés les partenaires commerciaux de la Chine lorsque des préoccupations sont soulevées par le bilan de ce pays en matière de droits de l'homme. L'épisode a été comparé à l'affaire Petrov par des observateurs tels que le ministre fantôme de l'immigration Laurie Ferguson et le syndicaliste Bill Shorten.

## Contexte
Chen était étudiant à l'université de Pékin pendant le mouvement pro-démocratique qui a abouti aux manifestations de la place Tiananmen en 1989. Plusieurs de ses amis ont été blessés lors de la répression gouvernementale qui a suivi. Il aurait subi une rééducation politique après la répression ultérieure des dissidents et a rejoint le ministère chinois des affaires étrangères en 1991. Il a ensuite été nommé consul pour les affaires politiques au consulat de Chine à Sydney, en Australie. À ce poste, Chen a déclaré qu'il était chargé de surveiller les dissidents politiques chinois, notamment les pratiquants de Falun Gong, vivant en Australie. Il aurait également eu accès à des informations hautement confidentielles sur les activités des services de renseignement chinois en Australie.
Chen a affirmé qu'il avait été permissif avec les dissidents et les pratiquants de Falun Gong et qu'il n'avait pas signalé certaines actions, afin de protester contre la politique de la Chine à l'égard de la dissidence politique. Il a également laissé entendre que le gouvernement chinois commençait à se méfier de ses activités et que, par conséquent, il craignait pour sa sécurité s'il retournait en Chine. Chen ne s'excuse toujours pas de sa défection, insistant sur le fait qu'il a trahi le Parti communiste chinois, et non la Chine.
Selon Chen, les facteurs qui ont contribué à sa défection sont la torture et la mort de son père pendant la Révolution culturelle, le fait qu'il ait été témoin du massacre de Tiananmen et la persécution du Falun Gong par les autorités chinoises.

## Défection et allégations
Le 26 mai 2005, Chen est sorti du consulat avec sa femme et sa fille. Ce jour-là, il aurait rencontré un agent du ministère de l'Immigration qui aurait contacté le consulat chinois pour vérifier l'identité de Chen. Une enquête du Sénat a par la suite critiqué le gouvernement pour cette action, citant la crainte déclarée de Chen qu'un tel contact mette sa vie en danger. Le 31 mai, il a rencontré un représentant du ministère des Affaires étrangères et du Commerce. Chen a déclaré qu'on lui avait dit lors de cette rencontre que sa demande d'asile politique avait été rejetée, mais qu'il pouvait demander un visa de protection. L'histoire a été révélée aux médias internationaux le 3 juin, lorsque Chen a contacté le journal The Australian, faisant craindre un grave incident diplomatique entre les deux nations. Anne Plunkett, directrice du protocole au ministère des Affaires étrangères et du Commerce, a rencontré Chen, qui affirme qu'elle l'a exhorté à plusieurs reprises à ne pas faire défection.
Le 4 juin, bien qu'il ait prétendument craint d'être enlevé, Chen est sorti de sa cachette pour s'adresser à un rassemblement commémorant le 16e anniversaire des morts de la place Tiananmen. Au cours de son discours, il a affirmé qu'il allait "révéler tout ce qu'il sait". Il a également affirmé que le gouvernement chinois avait plus d'un millier d'agents en Australie, et qu'ils étaient chargés de surveiller et d'enlever les ressortissants chinois pour les renvoyer en Chine. En outre, Chen a affirmé que dans un cas particulier, au début de l'année 2000, des agents chinois à Sydney avaient enlevé un étudiant pour forcer son père, Lan Fu, un ancien haut fonctionnaire chinois, à rentrer en Chine.
Après le rassemblement du 4 juin, Chen s'est à nouveau caché, ayant affirmé qu'il était sous surveillance constante et qu'il craignait pour sa vie. Le 5 juin, l'ambassade de Chine a publié une déclaration affirmant que Chen devait rentrer chez lui et qu'il avait inventé des allégations de méfaits dans l'espoir d'être autorisé à rester. Cette déclaration visait à apaiser les craintes quant à la sécurité de Chen s'il rentrait en Chine.

## Soutien, opposition et succès final
Le 7 juin, les affirmations de Chen concernant un réseau d'espionnage de plusieurs milliers de personnes ont été soutenues par Hao Fengjun, un ancien policier du Bureau 610, une force de sécurité spéciale créée pour éradiquer le Falun Gong par tous les moyens qu'elle juge nécessaires. Le gouvernement chinois a répondu en affirmant que des documents saisis au domicile de Hao en Chine avaient montré qu'il était un policier de bas niveau soupçonné de corruption. L'avocat de Hao, Bernard Collaery, s'en est pris à ces allégations, affirmant qu'il s'agissait de "tactiques [chinoises] habituelles". Fin juillet 2005, le gouvernement australien a accordé à Hao un visa de protection.
Le 7 juillet, un transfuge chinois au Canada utilisant le nom de Han Guangsheng est apparu pour soutenir les allégations d'espionnage de Chen et Hao. Lors de son interview dans l'émission Lateline de la chaîne ABC, Han a expliqué : "Je sais que le Parti communiste chinois a envoyé des gens pour recueillir des informations, y compris des membres du personnel des ambassades et des consulats chinois. Certains des reporters des médias d'État chinois et des universitaires en visite se voient également confier des tâches d'espionnage spéciales." Le transfuge de 52 ans s'est vu refuser l'asile politique et a été déclaré inéligible au Canada, car la Commission fédérale de l'immigration et du statut de réfugié a estimé qu'il était "complice volontaire" de violations antérieures des droits de l'homme, ce qui semble cohérent avec l'affirmation de Han selon laquelle il était responsable de la sécurité publique et des camps de travail de Shenyang avant sa défection.
L'ambassadrice de Chine à Canberra, Fu Ying, a condamné Chen pour avoir "attaqué sa mère patrie" avec des "allégations et du bruit" dans le seul but, selon elle, de vivre dans un pays plus riche. Elle a prévenu que beaucoup d'autres suivraient Chen, s'il était autorisé à s'installer en Australie.
Le 8 juillet, Chen Yonglin, sa femme et sa fille de 6 ans se sont vus accorder des visas de protection permanente par le ministère de l'Immigration, malgré l'opposition du gouvernement chinois.

## Déclarations et activités post-visa
Après l'octroi de visas de protection à Chen et à sa famille, il a rencontré des responsables des services de renseignement australiens pour discuter de ses affirmations antérieures concernant un réseau d'espionnage chinois de mille personnes. Le 21 juillet, Chen a témoigné devant la sous-commission de la Chambre des représentants des États-Unis chargée de l'Afrique, des droits de l'homme dans le monde et des opérations internationales, dans le cadre d'un groupe de discussion sur "le Falun Gong et la guerre continue de la Chine contre les droits de l'homme". Ici, Chen a élargi ses accusations précédentes, déclarant : "Je suis conscient qu'il y a plus de 1 000 agents secrets et informateurs chinois en Australie, et le nombre aux États-Unis ne doit pas être inférieur.", Plus tard, en 2016, Chen a affirmé que "les espions chinois sont de plus en plus nombreux en Australie." Il a également témoigné que "les États-Unis et l'Australie sont considérés par le Parti communiste chinois comme la base du Falun Gong à l'étranger" et que "les diplomates chinois sont tenus de dénoncer le Falun Gong et de distribuer des documents anti-Falun Gong chaque fois que cela est possible".
Le 5 août, Chen a été invité à un séminaire à l'Université de Melbourne.
Le 16 août, Chen a accusé le gouvernement chinois d'avoir envoyé une équipe d'assassins composée de trois personnes en Australie, affirmant avoir été alerté de leur présence par un ami proche du ministère des Affaires étrangères. Chen a déclaré à ABC TV : "Ils veulent me faire taire et ... ils veulent envoyer un exemple d'avertissement à d'autres personnes qui veulent faire défection." Le ministre des Affaires étrangères Alexander Downer a qualifié cette affirmation de "hautement improbable".
Fin septembre, Chen a affirmé que l'homme responsable du réseau d'espionnage chinois continuait à opérer depuis le consulat général de Sydney. Comme le rapporte The Bulletin, cet individu travaille indépendamment du consulat, avec son propre budget. Chen n'a pas nommé ce prétendu maître espion.
En octobre et novembre, Chen s'est adressé au Parlement européen, au Parlement flamand de Belgique et au Parlement britannique sur la question des droits de l'homme en Chine. La mission chinoise auprès du Parlement européen a envoyé trois diplomates et trois journalistes des médias officiels pour écouter le témoignage de Chen au Parlement européen. Alors que Chen s'adressait au groupe parlementaire britannique multipartite sur les droits de l'homme au Palais de Westminster, le président Hu Jintao était en visite à Westminster. Le Premier ministre Tony Blair a été contraint d'aborder la question des droits de l'homme avec Hu sous la pression d'une attention médiatique écrasante.
Le 30 mars 2006, Chen s'est joint à plus de 4 000 signataires d'une lettre ouverte adressée au Premier ministre australien John Howard pour qu'il interroge le Premier ministre Wen Jiabao sur la persécution des avocats des droits de l'homme en Chine par les autorités chinoises et sur les allégations de prélèvement d'organes vivants à l'hôpital de thrombose de Shenyang , malgré les démentis officiels chinois.
 
- Rapport d'enquête du Sénat australien sur le cas de Chen Yonglin
- Chen participant à un rassemblement de réfugiés
- « Échange de documents secrets » pour l'asile, Sydney Morning Herald, 8 juin 2005
- Les revendications de Hao Fengjun
- Témoignage supplémentaire devant le Congrès américain (format .pdf)